# Gari Napalkov
Gari Napalkov (né le 27 juin 1948) est un ancien sauteur à ski soviétique.

## Palmarès

### Jeux Olympiques
| Épreuve / Édition | Grenoble 1968 | Sapporo 1972 |
| Petit Tremplin    | 14e           | 7e           |
| Grand Tremplin    | 11e           | 6e           |

### Championnats du monde
| Épreuve / Édition | Vysoke Tatry 1970 |
| Petit Tremplin    | Or                |
| Grand Tremplin    | Or                |

### Championnats du monde de vol à ski
| Épreuve / Édition | Planica 1972 | Oberstdorf 1973 |
| Individuel        | 39e          | 41e             |